# Дембноволя (гміна Варка)
Дембноволя (пол. Dębnowola) — село в Польщі, у гміні Варка Груєцького повіту Мазовецького воєводства.
Населення — 273 особи (2011).
У 1975-1998 роках село належало до Радомського воєводства.

## Демографія
Демографічна структура станом на 31 березня 2011 року:
|          | Загалом | Допрацездатний вік | Працездатний вік | Постпрацездатний вік |
| -------- | ------- | ------------------ | ---------------- | -------------------- |
| Чоловіки | 137     | 29                 | 90               | 18                   |
| Жінки    | 136     | 27                 | 77               | 32                   |
| Разом    | 273     | 56                 | 167              | 50                   |